# Liparus coronatus
Liparus coronatus är en skalbaggsart som först beskrevs av Johann August Ephraim Goeze 1777.  Liparus coronatus ingår i släktet Liparus, och familjen vivlar. Arten är reproducerande i Sverige.